# Liste de mosquées du Monténégro
Cet article présente la liste de mosquées du Monténégro.

## Liste
| Nom                                  | Image | Ville     | Opština   | Inauguration   |
| ------------------------------------ | ----- | --------- | --------- | -------------- |
| Mosquée Husein-paša's de Pljevlja    |       | Pljevlja  | Pljevlja  | 1594           |
| Mosquée Starodoganjska de Podgorica  |       | Podgorica | Podgorica |                |
| Mosquée du Sultan Murat II de Rožaje |       | Rožaje    | Rožaje    | 2008           |
| Mosquée Kučanska de Rožaje           |       | Rožaje    | Rožaje    | 1830           |
| Mosquée Bregu d'Ulcinj               |       | Ulcinj    | Ulcinj    | 1783           |
| Mosquée Kryepazari d'Ulcinj          |       | Ulcinj    | Ulcinj    | 1749           |
| Mosquée Lami d'Ulcinj                |       | Ulcinj    | Ulcinj    | 1689           |
| Mosquée Namazgjahu d'Ulcinj          |       | Ulcinj    | Ulcinj    | 1728           |
| Mosquée Pasha d'Ulcinj               |       | Ulcinj    | Ulcinj    | 1719           |
| Mosquée Sailor d'Ulcinj              |       | Ulcinj    | Ulcinj    | 3 juillet 2012 |